# Tagamõisa (Saaremaa)
Koordinaten: 58° 28′ N, 22° 0′ O
Tagamõisa (deutsch Taggamois) ist ein Dorf (estnisch küla) auf der größten estnischen Insel Saaremaa. Es gehört zur Landgemeinde Saaremaa (bis 2017: Landgemeinde Kihelkonna) im Kreis Saare. Bis 1998 trug das Dorf den Namen Tagala.

## Einwohnerschaft und Lage
Das Dorf hat drei Einwohner (Stand 31. Dezember 2011). Es liegt auf der gleichnamigen Halbinsel Tagamõisa poolsaar (deutsch Hundsort), 36 Kilometer nordwestlich der Inselhauptstadt Kuressaare.

## Geschichte
1562 belehnte der letzte Deutschordens-Vogt der Region einen Heinrich Wrede mit Land. Daraus entstand der Hof Nemmal. Er wurde seit dem Ende des 17. Jahrhunderts Taggamois genannt.

## Persönlichkeiten
- Voldemar Miller (1911–2006), Buchwissenschaftler, Historiker, Heimatforscher und Kinderbuchautor